# Le Fanatisme ou Mahomet le Prophète
Le Fanatisme ou Mahomet le Prophète is een toneelstuk dat Voltaire in 1736 schreef.
Hoewel het eigenlijk een negatief beeld schiep van de islamitische profeet Mohammed, werd het gezien als een aanklacht tegen alle monotheïstische godsdiensten en verboden (bron?). Voltaire zou het werk inderdaad vooral geschreven hebben als aanklacht tegen het katholieke geloof (bron?). In zijn brief aan Paus Benedictus XIV schrijft hij dat het stuk geschreven is tegen de stichter van een valse en barbaarse sekte 
Het stuk is een van de minder bekende werken van Voltaire, het wordt zelden opgevoerd. Toen Hervé Loichemol in december 2005 het stuk wilde laten opvoeren in Saint-Genis-Pouilly, werd daartegen geprotesteerd. De bewaren werden geuit in de context van protesten tegen de Mohammed-cartoons (september 2005 – april 2006).